# Druškovec Gora
Druškovec Gora falu Horvátországban Krapina-Zagorje megyében. Közigazgatásilag Hum na Sutlihoz tartozik.

## Fekvése
Krapinától 15 km-re északnyugatra, községközpontjától 4 km-re délre a hegyek között fekszik.

## Története
A településnek 1857-ben 279, 1910-ben 346 lakosa volt. Trianonig Varasd vármegye Pregradai járásához tartozott. 2001-ben 112 lakosa volt.

## Külső hivatkozások
Hum na Sutli község hivatalos oldala